# Wiktor Öst
Per Wiktor Öst, född 25 oktober 1895 i Bredåker, Bergsjö församling, Gävleborgs län, död 15 augusti 1947, var en svensk fiolspelman. Som 16-åring började han att spela fiol. De musikaliska anlagen fanns redan i släkten och fadern, Jonas-Petter Öst var en skicklig byspelman. Modern hette Kristina Linnberg.
Barndomsminnen tros vara den första låt han komponerade. Den följdes sedan av de tre polskorna Skogsstämning, Rävstabäckens brus och Strömgubben. Dessa låtar blev mycket populära och trots det tekniska kunnandet dessa låtar krävde så skulle spelmän över hela Sverige försöka sig på dem - med varierade resultat.
Wiktor Öst började spela på bröllop, danser och annat som hörde spelmannen till. Han var även ute med sin kusin Jon-Erik Öst runt om i Sverige och konserterade. Men det var med Jon-Eriks son Eric Öst som Viktor skulle etablera sig i det dåvarande musiksverige. De två spelmännen lierade sig med två bröder ifrån Njutånger, James och David Olsson, samt dragspelaren Viktor Järnberg. Konstellationen tog sig namnet Hälsingepojkarna och spelade in många skivor på 1930-talet. Skivorna blev försäljningsmässiga framgångar vilket ledde till att de som enda spelmän, dittills fick spela på Berns i Stockholm. 
När Hälsingepojkarna spelade skötte Wiktor Öst andrastämman, där var han ansågs mästerlig. Enligt samtida öronvittnen ska Wiktor Öst ha varit tidens kanske främste stämspelare. Han knäppte, löpte och gick an på strängarna som ingen annan. 
Wiktor Öst hade ju naturligtvis också "vanliga" spelmansuppdrag, såsom att spela till dans på olika ställen. Dansbanan i Hamre utanför Bergsjö var ett mycket populärt danshak i början på 1900-talet. Där brukade han spela med bröderna Oskar och Johan Söderberg bland andra.
Även besökare på folkparken Hundskinnet i Bergsjö fick glädjen att höra Wiktors fiolkonst. Där brukade han ofta spela med dragspelaren Tore Näsman, Norrgårds-Olle, Röjås-Jonas och Krok-Johan. Den sistnämnde var han även till Skansen med vid ett flertal tillfällen. 
Wiktor Öst var även en skicklig bildkonstnär, och målade bl.a. altartavlor, men även vanliga porträtt och naturmotiv. Till yrket var han byggnadsmålare hade även säsongsarbete i skogen och hade en jordgubbsodling.
Wiktor Öst led de sista åren av sitt liv av djupa depressioner och tog sitt liv.
Han var från 1931 gift med Linnéa Lund (1902–1992).

## Diskografi

### 78-varvare
- 1930- Barndomsminnen, vals (Wiktor Öst) och En spelmans jordafärd, sorgelåt (Eric Öst) (Polyphon X.S 49296)
- 1930 - Hälsingehambo (Davids, Hj) och Järvsöklack, polska (Eric Öst) (Polyphon X.S 49298)
- 1930- Fiolen min, vals (Jon-Erik Öst) och Strömgubben, polska (Wiktor Öst) (Polyphon X.S 49300)
- 1930 - Lundbackavalsen (Karl Fredrik Apelgren) och Ranungspolska nr 3, Ranungens vågor  (Jon-Erik Öst) (Polyphon X.S 49302)
- 1930 - Hammarforsens brus, vals (Albert Brännlund, Ragunda) och Trollens brudmarsch (Pelle Schenell, Gnarp) (Polyphon X.S 49304)
- 1931 - Fjusnäsvalsen (Jon-Erik Hall) och Skogsstämning, polska (Wiktor Öst, Bergsjö) (Homocord 16140)
- 1931 - Den tröstlöse friaren (Karl Fredrik Apelgren) och Ranungspolska nr 2 (Jon-Erik Öst) (Homocord 16141)
- 1931 - Spelmansvalsen (Marino Olsson) och Liv-Antes Polska (efter Anders Lif, Järvsö) (Homocord 16142)
- 1931 - Hälsingepojkarnas marsch (Wiktor Öst) och Davids schottis (Ols-David Olsson, Njutånger) (Homocord 16143)
- 1933 - Friarlåt, vals (Eric Öst) och Harsprånget, hambo (Viktor Järnberg) (Odeon D 2515)
- 1933 - Hälsingar, gånglåt (Eric Öst för filmen Hälsingar) och Glada Nisses hambo(efter "Glada Nisse" Ernst Nikolaus Nilsén) (Odeon D 2539)
- 1935 - Spel-Eriks vals (Eric Öst) och Lagmanshambo (Ols-David Olsson) (Odeon D 2458)

- 1935 - Dunderpolka (Eric Öst) och Njutångersvalsen (Ols-David Olsson, Njutånger) (Odeon D 2459)
- 1935 - Knäppolska (Wiktor Öst) och Mårten Anderssons vals (Odeon D 2481 A)
- 1935 - Bröllopspolkan, polkett (Eric Öst) och Laxöringen, schottis (Viktor Järnberg) (Odeon D 2538)
- 1935 - Gammal hälsingeschottis och Delsbovalsen (Pelle Schenell) (Odeon D 2742)
- 1936 - Vingel-Anders vals (efter Vingel-Anders Hansson, Alfta) och Blacksåspolska (Jonas Olsson,  "Finn-Jonke", Delsbo) (Odeon D 2777)
- 1936 - Bygdegårdsvalsen (J.O. Olsson) och Tomteschottis (J.O. Olsson) (Odeon D 2808)
- 1936 - Vitterbröllop, vals (Valdemar Nordlander) och På kolbotten, polka (J.O. Olsson) (Odeon D 2839)
- 1937 - Upp genom luften (Ols-David Olsson) och Hemma igen (Ols-David Olsson) (Scala 41)
- 1937 - Farfarsvalsen (August Strömberg) och Forsasvängen, hambo (James Olsson) (Scala 56)
- 1937 - Rävstabäcken (Wiktor Öst) och Järvsövalsen (Oscar Bergqvist) (Scala 57)

## Filmografi
- 1933 – Hälsingar
- 1935 – Bränningar

## Fotnoter
1. ↑  Sveriges befolkning 1900, CD-ROM, Version 1.02, Sveriges Släktforskarförbund/SVAR (2006).
2. ↑  Sveriges Dödbok 1901–2009, DVD-ROM, Version 5.00, Sveriges Släktforskarförbund (2010).